# Ronald Lewis (Schauspieler)
Ronald Lewis (* 11. Dezember 1928 in Port Talbot, Wales, Vereinigtes Königreich; † 11. Januar 1982 in London-Pimlico, Vereinigtes Königreich) war ein walisischer Schauspieler bei Bühne, Film und Fernsehen.

## Leben und Wirken
Lewis kam im Alter von sieben Jahren nach London, wurde aber wenige Jahre später, als während der Luftschlacht um England zahlreiche Kinder ins sicherer erscheinende Wales evakuiert wurden, in seine alte Heimat zurückgeführt. Dort nahm er an Schulaufführungen teil und spielte beispielsweise den Bassanio in einer Inszenierung von William Shakespeares Der Kaufmann von Venedig. Kurz nach Kriegsende zurück in London, erhielt Lewis eine professionelle Schauspielausbildung an der Royal Academy of Dramatic Art. 1950 gab er seinen Profi-Einstand in einer Aufführung von Oscar Wildes Ein idealer Gatte. Zwei Jahre darauf stand Ronald Lewis erstmals vor einer Filmkamera.
Lewis, ein Mann von kraftvoll-viriler Erscheinung, wurde bevorzugt mit Rollen „ganzer Kerle“ bedacht, die jedoch längst nicht immer sympathisch waren. Er war die namenlose Gefangenwache in Peter Glenvilles Politthriller Der Gefangene, der kernige Offizier Peter Burroughs in dem Kolonialabenteuer Sturm über dem Nil, der Aeneas, ein Heros aus der griechischen Mythologie, in Robert Wises Die schöne Helena, der Ausbrecher aus einem japanischen Kriegsgefangenenlager, Fenwick, in dem Liebesdrama … denn der Wind kann nicht lesen, der Präsident einer Studentenverbindung und Konkurrent Hardy Krügers um die Gunst einer Mitstudentin in der Liebeskomödie Mit dem Kopf durch die Wand, ein italienischer, ehemaliger Gefangenenlagerleiter in dem Weltkriegsdrama Verschwörung der Herzen und der schurkische Drahtzieher in einem Mordkomplott gegen eine Erbin in dem Horrorschocker Ein Toter spielt Klavier. Neben dieser intensiven Filmtätigkeit blieb Lewis auch weiterhin dem Theater treu, so sah man ihn u. a. 1955 in Eugene O’Neills Trauer muss Elektra tragen und im Jahr darauf an der Seite von Vivien Leigh in dem Stück „South Sea Bubble“.
Seine späteren Filmauftritte (nach seinem tragenden Part des Londoner Arztes Sir Robert Cargrave in William Castles Schauergeschichte Der unheimliche Mr. Sardonicus und einer kleinen Rolle als Mastausguck Enoch Jenkins in Peter Ustinovs Die Verdammten der Meere, beides 1961 gedreht) waren weitaus weniger expressiv. Danach sah man ihn noch, seinem alten Rollenklischee gemäß, als kraftvoller „He-Man“ in den beiden Kostüm- und Abenteuerstreifen Das Schwert des Königs und Die Letzten von Fort Kandahar, ehe seine Karriere zum steilen Sinkflug ansetzte: 1965 beschuldigte ihn seine Ehefrau der schweren Körperverletzung. Ronald Lewis, der zu diesem Zeitpunkt gerade mit dem Stück “Peter Pan” am Theater beschäftigt gewesen war, bekam infolgedessen nun kaum mehr Angebote vom Kinofilm und verlagerte im Laufe der Jahre seine Aktivitäten mehr und mehr zum Fernsehen. Man sah ihn in einer Fülle von Serien, gelegentlich auch mit durchgehenden Rollen. Seit Ende der 1970er Jahre erhielt Lewis selbst vom Fernsehen keine Angebote mehr, und er musste 1981 sogar Insolvenz anmelden. Angeblich hatte er die für damalige Verhältnisse beträchtliche Schuldensumme von 21.188 Pfund angehäuft. Wenige Monate später, zum Jahresbeginn 1982, verübte Ronald Lewis in einer kleinen Pension Suizid.

## Filmografie
- 1952: Valley of Song
- 1953: Jim, der letzte Sieger (The Square Ring)
- 1954: Ins Paradies verdammt (The Beachcomber)
- 1954: Der Gefangene (The Prisoner)
- 1955: Sturm über dem Nil (Storm Over the Nile)
- 1955: Die schöne Helena (Helen of Troy)
- 1956: Sailor Beware!
- 1956: An vorderster Front (A Hill in Korea)
- 1956: Am Rande der Unterwelt (The Secret Place)
- 1957: Die Farm der Verfluchten (Robbery Under Arms)
- 1958: … denn der Wind kann nicht lesen (The Wind Cannot Read)
- 1958: Mit dem Kopf durch die Wand (Bachelor of Hearts)
- 1959: Verschwörung der Herzen (Conspiracy of Hearts)
- 1960: Der unsichtbare Schatten (The Full Treatment)
- 1960: Ein Toter spielt Klavier (Taste of Fear)
- 1961: Der unheimliche Mr. Sardonicus (Mr. Sardonicus)
- 1961: Die Verdammten der Meere (Billy Budd)
- 1962: Twice Round the Daffodils
- 1962: Jigsaw
- 1963: Krankenschwester auf Rädern (Nurse on Wheels)
- 1963: Das Schwert des Königs (Siege of the Saxons)
- 1964: Die Letzten von Fort Kandahar (The Brigand of Kandahar)
- 1967: The Flip Side
- 1970: Friends – Eine Liebesgeschichte (Friends)
- 1970–72: His and Hers (TV-Serie)
- 1973: Paul und Michelle (Paul and Michelle)
- 1974–75: Crown Court (TV-Serie)
- 1976: Big Boy Now! (TV-Serie)
- 1977: The XYY Man (TV-Serie)
- 1979: The John Sullivan Story